# James Milne
James Milne (Invercargill, Novi Zeland 10. listopada 1942.) novozelandski matematičar

## Životopis
James S. MIlne, novozelandski matematičar, rođen je 10. listopada 1942.  u Invercargillu na Novom Zelandu.  Doktorirao je 1967.  na Harvardu radnjom    The conjectures of Birch and Swinnerton-Dyer for constant abelian varieties over function fields, a voditelj mu je bio John Tate, jedan od najutjecajnijih matematičara 20. stoljeća.  Rezultati radnje objavljeni su u   prestižnom matematičkom časopisu Inventiones Mathematicae. Među najcitiranijim je živućim matematičarima. Umirovljen je 2000. na Sveučilištu Michigan kao professor emeritus.

## Knjige
Milne je objavio nekoliko važnih knjiga iz područja   aritmetičke algebarske geometrije među kojima su u širim matematičkim krugovima najpoznatije i.  Osim toga, na svojoj osobnoj stranici postavio je tekstove desetak matematičkih udžbenika iz područja teorije grupa, polja algebarskih brojeva, algebarske geometrije, eliptičkih krivulja itd.

## Privatni život
Milne je zaljubljenik u planinarstvo.  Ostvario je trideset uspona na vrhove preko 6000 metara. Dnevnici s mnogih tih uspona mogu se naći na njegovoj osobnoj stranici.

## Vanjske poveznice
- http://www.jmilne.org/